# Parfaite-Klasse
Die Parfaite-Klasse war eine Klasse von zwei 40-Kanonen-Linienschiffen der französischen Marine, die von 1704 bis 1729 in Dienst stand.

## Geschichte
Die Klasse wurden von dem Marineachitekten François Coulomb entworfen und im Marinearsenal von Toulon zwischen 1703 und 1705 gebaut. Die Schiffe gehörten, nach der französischen Rangeinteilung zur Zeit ihrer Indienststellung, zum 4. Rang (Quatrième Rang) und waren damit normalerweise nicht für die Verwendung in der Schlachtlinie vorgesehen. Hauptaufgabe war vor allem die Sicherung eigener Geleitzüge und Patrouillentätigkeit. Sie entsprachen damit eher den Konvoischiffen der deutschen Hansestädte (siehe Wapen von Hamburg).

## Einheiten
| Name     | Bauwerft          | Kiellegung   | Stapellauf         | Indienststellung | Verbleib |
| -------- | ----------------- | ------------ | ------------------ | ---------------- | --- |
| Parfaite | Arsenal de Toulon | Oktober 1703 | 29. September 1704 | November 1704    | Im Juni 1707 in Toulon selbstversenkt (Belagerung von Toulon), gehoben und instand gesetzt; am 29. November 1718 in der Bucht von Famagusta (Zypern) auf Grund gelaufen und gesunken |
| Vestale  | Arsenal de Toulon | 1704         | 1705               | 1705             | Im Juni 1707 in Toulon selbstversenkt (Belagerung von Toulon), gehoben und instand gesetzt; ab 15. Mai 1729 Hulk und ab 26. Juni 1739 abgebrochen                                    |

## Technische Beschreibung
Die Klasse war als Batterieschiff mit zwei durchgehenden Geschützdecks konzipiert und hatte eine Länge von 38,98 Metern (Geschützdeck) bzw. 32,16 Metern (Kiel), eine Breite von 10,50 Metern und einen Tiefgang von 4,87 Metern bei einer Vermessung von 400 tons (bm). Sie waren Rahsegler mit drei Masten (Fockmast, Großmast und Kreuzmast). Der Rumpf schloss im Heckbereich mit einem Heckspiegel, in den Galerien integriert waren, die in die seitlich angebrachten Seitengalerien mündeten. Die Beplankung war kraweel ausgeführt, das heißt, die Enden der Planken stießen stumpf aufeinander, so dass eine glatte Außenfläche entstand.
Die Bewaffnung der Klasse bestand aus 40 Kanonen.
|        | Unteres Batteriedeck | Oberes Batteriedeck | Achterdeck    | Kanonen (Geschossgewicht) |
| ------ | -------------------- | ------------------- | ------------- | ------------------------- |
| Design | 22 × 12-Pfünder      | 16 × 6-Pfünder      | 2 × 4-Pfünder | 40 Kanonen (90,07 kg)     |

## Besatzung
Die Besatzung hatte im Frieden eine Stärke von 206 Mann und im Kriegsfall 256 Mann (6 Offiziere und 200 bzw. 250 Unteroffiziere bzw. Mannschaften).